# Filipe V de França
Filipe V de França e II de Navarra (Lyon, c. 1293 – Paris, 3 de janeiro de 1322), também conhecido como Filipe, o Alto, foi o Rei da França como Filipe V e Rei de Navarra como Filipe II de 1316 até sua morte.
Foi também conde de Poitou de 1311 a 1316 por apanágio do seu pai Filipe IV de França, conde palatino da Borgonha de 1315 a 1322 pelo seu casamento com Joana II da Borgonha
Devido ao processo pelo qual foi escolhido como sucessor do sobrinho João I no trono francês, ficou principalmente conhecido por promulgar a lei sálica na França, impedindo assim que neste reino a coroa pudesse passar para uma mulher.

## Primeiros anos e casamento
Segundo filho de Filipe o Belo e Joana I de Navarra, os seus irmãos foram Luís X de França, Carlos IV de França, e Isabel de França, rainha consorte da Inglaterra.
Depois da invasão da Flandres em 1305, o seu pai concedeu Béthune, a primeira cidade a render-se, a Matilde, condessa de Artois e viúva de Otão IV, conde palatino da Borgonha.
Para garantir a fidelidade desta, foi organizado o casamento das suas duas filhas, Joana e Branca, com os príncipes Filipe e Carlos, respectivamente, filhos do rei francês. O matrimónio de Filipe com Joana ocorreu em Corbeil, em 1307.
Em Abril de 1314, uma visita da sua irmã Isabel de França despoletou o escândalo da Torre de Nesle: Margarida da Borgonha, esposa do seu irmão Luís, e Branca da Borgonha, esposa de Carlos, foram acusadas de adultério.
Joana da Borgonha, irmã de Branca e amiga íntima de Margarida, foi envolvida por ter cohecimento e guardado segredo das infidelidades das outras duas, e encarcerada na fortaleza de Dourdan. No mesmo ano Filipe IV morreu e foi sucedido por Luís X.
Em 1315, por influência da sua mãe, Joana foi libertada e voltou à corte, após ser absolvida pelo parlamento. Pouco depois o seu irmão Roberto, herdeiro de Otão IV e conde da Borgonha, morreu.
O título passou para a irmã, agora intitulada condessa Joana II da Borgonha. Filipe o Alto, como esposo, assumiu esse título jure uxoris (por direito de casamento), depois de já ser conde de Poitou por direito próprio, título oferecido em apanágio pelo seu pai.

## Regência e subida ao trono
Quando o rei Luís X morreu, a segunda esposa e viúva deste, Clemência da Hungria, estava grávida. Filipe assumiu a regência, sob alegações de que nessas condições a rainha não podia assumir o governo do país. A sucessão do trono permaneceu uma incógnita, havendo três pretendentes:
- No caso de um filho varão, este herdaria a coroa da França.
- Se nascesse outra menina, Joana, filha de Luís X, poderia subir ao trono, apesar de não haver precedentes de uma mulher ter sido coroada rainha governante da França. Ao contrário, Navarra tinha este precedente e no futuro aceitaria esta como soberana.
- Mas poderia ser decidida a necessidade de descendência varonil, pelo que Filipe o Alto, o irmão sobrevivente mais velho do falecido rei, herdaria a França.

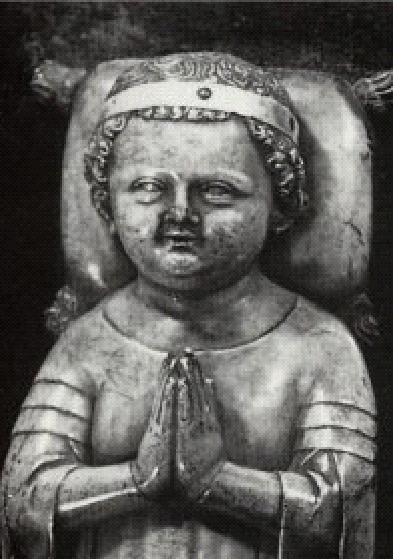
Representação de João I de França, o Póstumo

O assunto parecia resolvido com o nascimento de um filho varão, João I de França, o Póstumo, na noite de 14 para 15 de Novembro de 1316. Mas João viveu apenas durante alguns dias, falecendo a 19 de Novembro de forma misteriosa durante a cerimónia de apresentação aos barões.
Houve algumas suspeitas de envolvimento de Filipe na morte do sobrinho, mas nenhuma informação concreta confimou essa teoria. Apesar de serem lançadas várias teorias de conspiração sobre este óbito que, mesmo fazendo sentido, não estão provadas, não é particularmente extraordinária a morte de um bebé no início do século XIV. Mesmo com as condições privilegiadas de uma das casas reais mais evoluídas da Europa, é necessário ter em conta a taxa de mortalidade infantil da época.
À nobreza do reino foi então posta a questão da legitimidade da princesa Joana, nascida do primeiro matrimónio, à sucessão do trono francês. De facto, era a primeira vez que ocorria a ausência de um herdeiro varão directo. A sucessão que começara por ser electiva no início da dinastia capetiana, passara a dinástica varonil.
Havendo inclusivamente dúvidas sobre a paternidade de Joana, devido ao caso da Torre de Nesle, a nobreza francesa preferiu oferecer, nos Estados gerais de 1317 e alegando a lei sálica, as coroas de ambos os reinos, e o condado de Champagne, ao irmão de Luís X e já regente, Filipe V de França. Foi sagrado e coroado na catedral de Reims pelo arcebispo Roberto de Courtenay, também um capetiano, a 6 de Janeiro.
A 2 de Fevereiro reuniu uma assembleia de nobres, prelados e burgueses de Paris para declarar que pela sua ascendência estava melhor colocado para subir ao trono que a sua sobrinha Joana, uma vez que estava separado de São Luís por duas gerações contra três desta, e afirmando que "nenhuma mulher sucederá no reino da França".

## Reinado

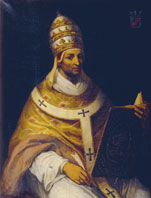
Jacques Duèze, o papa João XXII

Durante seu reinado, Filipe retomou a política interrompida do seu pai, retomando assim a ideia da realeza, perdida no reinado anterior. Uma das suas primeiras acções foi ajudar a reunir um conclave de 23 cardeais em Lião, em 1316, para resolver o impasse que há dois anos deixava a Santa Sé em sede vacante e o mundo católico sem papa. Aprisionados por Filipe na igreja até definirem o sucessor de Clemente V, elegeram então Jacques Duèze, que tomou o nome de João XXII. Este teria sido o conclave que criou a regra de a eleição dos papas se realizar atrás de portas trancadas.
Em 1318 renovou a aliança com a Escócia. Depois de uma campanha na Flandres contra Roberto III, este prestou-lhe homenagem a 5 de Maio de 1320. Bom estratega, Filipe o Alto conseguiu vencer as oposições e resolver os problemas com os flamengos pela diplomacia, na paz de 2 de Junho desse mesmo ano.
Na política interna, confirmou as cartas de foral provinciais e centralizou as diferentes instituições para as tornar mais eficazes. Impôs a utilização de uma moeda única no território apesar da oposição dos nobres do sul da França. Tentou também normalizar os pesos e as medidas, encontrando resistência nos Estados gerais, e criou a Câmara de Contas, cuja finalidade primordial, essencial e principal seria o saneamento da administração pública.
Ainda em 1320, juntou a cidade de Tournai aos domínios da coroa. A 29 de Junho, na catedral de Amiens, recebeu do seu cunhado Eduardo II da Inglaterra a homenagem pelo ducado de Guyenne, o condado de Ponthieu e a cidade de Montreuil.

Cruzada dos Pastores, iluminura do século XV

Entretanto, na Normandia iniciou-se um movimento chamado a Cruzada dos Pastores, em Maio de 1320: um pastor adolescente afirmava ter sido visitado pelo Espírito Santo, que o instruíra a lutar contra os mouros na Península Ibérica. Semelhante ao movimento com o mesmo nome no reinado de São Luís, este movimento incluía principalmente jovens, mulheres e crianças. Marcharam sobre Paris para pedir a Filipe V para os liderar, mas o rei recusou-se a encontrar-se com os cruzados.
Assim, estes dirigiram-se para sul até à Aquitânia, no caminho atacando castelos, oficiais do rei, padres e leprosos. No entanto, os alvos principais eram mesmo os judeus, que atacaram em Saintes, Verdun, Cahors, Albi e Toulouse, onde chegaram a 12 de Junho. O papa João XXII, em Avinhão, deu ordens para os parar.
Quando eventualmente entraram na Península Ibérica os seus ataques já eram conhecidos, e Jaime II de Aragão empenhou-se em proteger os seus súbditos. Inicialmente proibiu-os de entrarem no seu reino, mas quando mesmo assim entraram, em Julho, Jaime avisou os seus nobres para garantirem a segurança da comunidade judaica.
Conforme esperado, os pastores atacaram alguns judeus, especialmente na fortaleza de Montclus, onde mais de 300 judeus foram mortos. Afonso de Aragão, filho de Jaime, foi enviado pelo pai para controlar a situação. Os responsáveis pelo massacre de Montclus foram presos e executados, depois não ocorreram mais incidentes incidentes e a cruzada dispersou.

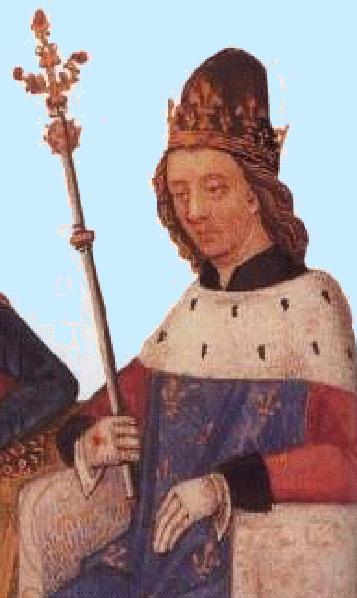
Filipe V de França, o Alto

Esta "cruzada" é vista como uma revolta contra a monarquia francesa, tal como a primeira Cruzada dos Pastores. Os judeus eram vistos como um símbolo do poder real uma vez que, mais do que quaisquer outros súbditos, necessitavam da protecção pessoal do rei, tanto na França como em Aragão.
Estes eram também um símbolo da economia real, odiados pelos pobres e pelos camposeses, que se viam sob pesados impostos. Tinham-se passado poucos anos desde que Filipe IV de França permitira o regresso dos judeus ao seu país, depois de a ter expulsado em 1306. As dívidas à comunidade judaica tinham no entanto sido cobradas para os cofres da monarquia depois dessa expulsão, o que provavelmente também contribuíra para aos olhos de povo, ser feita a ligação entre os judeus e o rei.
Em 1321, Filipe multou as comunidades que tinham assassinado judeus. Isto levou a uma segunda revolta, desta vez entre a população urbana. Apesar de cronistas posteriores terem inventado a ideia de uma "Cruzada dos Vaqueiros", uma segunda vaga desta Cruzada dos Pastores, isto nunca aconteceu, mas ocorreram mais ataques aos judeus em consequência das multas.
Filipe reinou por apenas seis anos. Foi atacado de disenteria e febres a partir de Agosto de 1321, provavelmente envenenado com água contaminada por leprosos em Pontou. Depois de cinco meses de sofrimento, morreu em Longchamp, nos arredores de Paris, na noite de 2 para 3 de Janeiro de 1322.
Foi sepultado na basílica de Saint-Denis onde, como outras no mesmo local, foi profanada durante a revolução francesa em 1793. Não deixou descendentes masculinos, pelo que foi sucedido pelo seu único irmão sobrevivente, Carlos IV de França.

## Descendência
Filipe casou-se uma única vez, em 1307, com Joana da Borgonha, filha de Matilde, condessa de Artois, e Otão IV, conde palatino da Borgonha. Desta união nasceram:
- Joana III, condessa da Borgonha (1308-1347), casada em 1318 com Odo IV, duque da Borgonha, unindo assim as casas condal e ducal da Borgonha
- Margarida I da Borgonha, também condessa da Borgonha, (1310 - 9 de Maio de 1382), casada em 1320 com Luís I da Flandres
- Isabel de França (1312-1348), casada com Guigues VIII de la Tour du Pin, delfim de Viennois e conde de Albon, e em c.1335 com João III, senhor de Faucogney
- Branca de França (1313-1358)
- Luís Filipe de França (1316-1317)
- Joana (c.1317)

## Títulos Nobiliárquicos & Tratamentos
- 1293-1316: "Sua Excelência, O Príncipe Felipe da França & Navarra"
- 1316-1322: "Sua Alteza, O Rei"[nota 1]

## Representações na cultura
- Filipe V é um dos personagens principais da série de livros de romance histórico Os Reis Malditos (Les Rois Maudits em francês) de Maurice Druon, publicada entre 1955 e 1977, e adaptada para a televisão por duas vezes na França, em 1972 e em 2005.